# رسوم (پیشکش)
رسوم دریافت وجوهی به وسیله مستوفی‌ها بوده که در آغاز پنهانی بود ولی پس از چندی آشکار شد و مبلغ آن نیز تعیین شد.

## رسوم مربوط به وظیفه
رسوم مربوط به وظیفه یک رشوه خلاف قانون داشت که از مراجعان و حقوق بگیران دریافت می‌شد. مستوفی الممالک برای ناصرالدین شاه روشن کرد که رسوم به معنای همان پیشکش است.

## رسوم خارج از وظیفه
چون اغلب برای کسانی که دریافت حقوق یا مستمری اشان به ایالت دیگری حواله شده بود و برای ایشان امکان مسافرت نبود یا می‌باید زمانی را تا انجام کارشان در ایلتی دیگر بمانند می‌توانستند به کسان معتمد شان وکالت دهند تا کار به انجام برسد. مستوفیان ایالت و ولایت مه همه با هم در تماس بودند با کم کردن مبلغی در نزدیکی سی یا چهل در سد از وجه اسمی هر حواله و بقیه آن را نقدی می‌پرداختند.

## تقلب و حساب‌سازی
مستوفی‌ها شبکه‌ای بودند و اکثر آن‌ها از اهالی آشتیان، تفرش، و گرکان بودند مستوفی‌ها با دشوار کردن اداره دارایی‌های کشور کوشش می‌کردند که کسی از کارشان سر در نیاورد و هر کاری در پیشرفت اداره امور مالی کردند تنها برای پوشاندن و مخفی کردن تقلب‌ها و حساب سازی‌ها بود. هم چنین در شخصی کردن کارها که کسی دیگر از اسناد چیزی نفهمد به این ترتیب برکناری یا تعویض خود را غیرممکن می‌ساختند. دیگر اینکه از ورود غیره به شبکه مستوفیان با شدت عمل جلوگیری می‌شد. مستوفی‌های اول تنها فرزندان یا نزدیکان درجه اول آنان پروانه کارآموزی نزد آنان و آگاهی از محل اسناد و مدارک مربوطه را داشتند.
مستوفیان دفترها را با خط سیاق می‌نوشتند که مردم با سواد نیز چیزی از آن نمی‌فهمیدند. دیگر اینکه مستوفیان اول همه اوراق و اسناد دولتی را از آن خود می‌دانستند و در منزل خود نگاه داری می‌کردند. روش تنظیم اسناد به ترتببی بود که اگر هم کسی سیاق آموخته بود باز هم از آن سر درنمی‌آورد. مستوفیان همکار نمی‌توانستند تقلب‌های همکار خود را پیدا کنند. مورگان شوستر آمریکایی نخستین مستشار مالیه که بعد از مشروطیت به عنوان خزانه دار کل برای سر و سامان دادن به سیستم مالی ایران با تصویب مجلس شورای ملی استخدام شد می‌نویسد. " در ایران هیچگاه دفتر محاسبات مالیاتی وجود نداشت که بتوان اطلاع کامل ولو غیر صحیح هم باشد از ماخذ کل عایدات داخلی حاصل نمود و دولت بتواند بر آن اعتماد کند… از نسل‌ها و از زمان‌های پیش مردمانی در ایران می‌باشند که آنان را مستوفی می‌خوانند. پیشه اکثر آن‌ها ارثی است که از پدر به پسر رسیده‌است. آن‌ها از طریق پیچیده و در همی که مالیات هر محل به وسیله آن وصول می‌شود آگاه بودند و هر یک از آنان کتابچه‌های مالیاتی را ملک مطلق خود می‌دانستند نه متعلق به دولت.
درباره تقلب مستوفی‌ها مثالی آورده‌اند میلغی به نام تفاوت عمل وجود دارد آن اضافه مالیات هر ساله‌است که به معنای این است که از آنچه پول را که حکام به تدریج زیادتر کرده و هر گاه که حاکم نوینی بر سر کار می‌آمد هر ساله مبلغی بیش از اصل مبلغ سال پیشین بر عهده گرفته که تفاوت عمل نامیده می‌شود. وزیر مالیه از حاکم سند می‌گیرد و حاکم از آن جمع (ترازنامه سالیانه) هزینه‌ای از هوا می‌تراشد و سند خرج خود را به دفتر می‌سپارد. در ظاهر جمع داده‌ها ی مالی با گرفته‌های مالی برابر است ولی نمی‌توان باور کرد که «از هزار قلم یک قلم آن صحیح باشد»
یا زمانی شاهزاده عبدالصمد میرزا که هزار تومان یا فلان السلطنه دو هزار تومان از محل کرمان حقوق داشته‌اند و به تدریج ورثه‌ای دیگر نداشتند. یا ورثه‌ها وجود خارجی نداشته. مستوفی‌ها برای اینکه محل حقوق از دست خودشان خارج نشود اسم شاهزاده را تغییر می‌دادند و یک کلمه ورثه بدان اضافه می‌کردند و آن را برای خودشان یا کسان و بستگان خود ضبط می‌کردند.

## رشوه و هدیه
مستو فیان علاوه بر در آمدهای آشکار و پنهان که از راه‌های نامشروع، حسابسازی و تقلب درمی‌آوردند از راه رشوه خواری برای راه انداختن کار ارباب رجوع یا بر قراری حقوق آن‌ها که سندش را در دست داشتند و به بهانه پیدا کردن محل خالی، رشوه‌های کلانی از آن‌ها می‌گرفتند. در این مورد رسوم خاصی تعیین نشده بود هر چقدر که مستوفی دلش می‌خواست ارباب رجوع را می‌چاپید و اینجا از خاطرات ارفع الدوله مثالی می‌آوریم

## خالصجات
در درازای سلطنت مظفرالدین شاه که نادان‌ترین شاه ایران بود، بسیاری از اعیان و اشراف و رجال با سوءاستفاده از حماقت شاه، املاک سلطنتی یا خالصجات را به نام خودشان کردند. بهای هر روستای خالصه را نزدیک به ده در صد درآمد نقدی و جنسی و ظاهری و اسمی آن تعیین کردند و آن‌ها را به نام خود نمودند.
عبدالله مستوفی می‌نویسد:"....عبدالحسین میرزا فرمانفرما، یافت آباد را که هزار تومان و هزار خروار جمع خالصگی داشت و پشت دروازه‌های تهران واقع است به ده تومان و ده خروار (یعنی یک سدم آنچه که به عنوان درآمد آن است، پس از همه دزدی‌های مأموران و مستوفی‌ها. از آنجا که همه از جمله مستوفی‌ها به نادانی مظفرالدین شاه آگاه بودند و خود و دیگر مأمورانی که این خرید فروش‌ها را انجام می‌دادند هر یک شماره بسیاری از این خالصجات را شخصاً خریداری نموده و با تزویر ان‌ها را غصب کردند.
تهمت دروغ و زور گویی به مردم و بازرگانان برای از نشان‌های بارز سوءاستفاده از مقام مستوفی بود و اکنون در این مورد از خاطرات ممتحن الدوله مثالی می‌آوریم.